# Elecciones presidenciales de Níger de 1993
Las elecciones presidenciales de Níger de 1993 se realizaron el 27 de febrero con el objetivo de inaugurar el sistema democrático en el país después de más de treinta años de gobiernos de partido único y golpes de estado en el país. Ninguno de los candidatos obtuvo la mayoría requerida para ser elegido en primera vuelta, por lo que el 27 de marzo se llevó a cabo una segunda vuelta, entre Mamadou Tandja, del Movimiento Nacional para el Desarrollo de la Sociedad, y Mahamane Ousmane, de la Convención Democrática y Social. Ousmane que había quedado segundo ante Tandja en la primera vuelta, obtuvo el 54.42% de los votos, siendo elegido presidente. La participación fue muy baja, con solo el 32.5% del electorado en la primera ronda y el 35.2% en la segunda.

## Resultados
| Candidato                          | Partido                                                        | Primera vuelta | Primera vuelta | Segunda vuelta | Segunda vuelta |
| Candidato                          | Partido                                                        | Votos          | %              | Votos          | %              |
| ---------------------------------- | -------------------------------------------------------------- | -------------- | -------------- | -------------- | -------------- |
| Mahamane Ousmane                   | Convención Democrática y Social                                | 343.261        | 26.59          | 763.476        | 54.42          |
| Mamadou Tandja                     | Movimiento Nacional para el Desarrollo de la Sociedad          | 443.233        | 34.22          | 639.418        | 45.58          |
| Mahamadou Issoufou                 | Partido Nigerino para la Democracia y el Socialismo            | 205.707        | 15.92          |                |                |
| Moumouni Adamou Djermakoye         | Alianza Nigerina para la Democracia y el Progreso              | 196.949        | 15.24          |                |                |
| Illa Kané                          | Unión de Patriotas Demócratas y Progresistas                   | 32.951         | 2.55           |                |                |
| Oumarou Garba Issoufou             | Partido Progresista Nigerino - Agrupación Democrática Africana | 25.769         | 1.99           |                |                |
| Omar Katzelma Taya                 | Partido para el Socialismo y la Democracia en Níger            | 23.565         | 1.82           |                |                |
| Djibo Bakary                       | Sawaba                                                         | 21.662         | 1.68           |                |                |
| Votos en blanco/anulados           | Votos en blanco/anulados                                       | 35.659         | –              | 30.499         | –              |
| Total                              | Total                                                          | 1.328.152      | 100            | 1.433.393      | 100            |
| Votantes registrados/participación | Votantes registrados/participación                             | 4.082.076      | 32.5           | 4.069.333      | 35.2           |
| Fuente: Nohlen et al.              |                                                                |                |                |                |                |